# Euonymus dichotomus
Euonymus dichotomus là một loài thực vật có hoa trong họ Dây gối. Loài này được B.Heyne ex Wall. mô tả khoa học đầu tiên năm 1824.